# Hazel Marguerite Schmoll
Profª. Dra. Hazel Marguerite Schmoll (23 de agosto de 1890 - 31 de enero de 1990) fue una botánica estadounidense. Desarrolló su vida académica en la Universidad de Colorado, como profesora de Biología en el Vassar College Ward, Colorado.

## Algunas publicaciones

### Libros
- 1919.  Ecological survey of forests in the vicinity of Glencoe, Illinois. Ed. Illinois State Academy of Science. 26 pp.
- 1935.  Vegetation of the Chimney rock area, Pagosa-Piedra region, Colorado. Ed. University of Chicago. 58 pp.
- 1986.  Historic preservation sourcebook--Ward, Colorado. Ed. University of Denver. 31 pp.
- 1990.  Hazel Schmoll collection. 90 pp.

## Honores

### Epónimos
- (Fabaceae) Astragalus schmolliae[1][2] Ced.Porter[3]

- La abreviatura «Schmoll» se emplea para indicar a Hazel Marguerite Schmoll como autoridad en la descripción y clasificación científica de los vegetales.[4]